# 菲卡约·托莫里
奧盧瓦菲卡約米·奧盧瓦達米洛拉·「菲卡约」·托莫里（英語：Oluwafikayomi Oluwadamilola "Fikayo" Tomori；1997年12月19日—），是一名英格蘭的職業足球運動員，司職後衛，現效力意甲球队AC米兰。他代表英格蘭足球代表隊出賽。

## 俱樂部生涯

### 車路士
2019年7月1日，菲卡约·托莫里从切尔西U23进入切尔西足球俱乐部。

### AC米蘭
2021年6月17日，托莫里与AC米兰签订了合同，留效直到2025年6月30日。他出色的防守表現，協助球隊獲得21－22義甲冠軍。

## 国际职业生涯
2019年10月3日，托莫里首次被征召进入英格兰国家队，参加对阵捷克和保加利亚的2020年欧洲杯预选赛。 他后来表示，他决定为英格兰效力，尽管尼日利亚和加拿大也对他表示了兴趣；他之前曾代表加拿大青年队出战。 托莫里于11月17日在对阵科索沃的欧洲杯预选赛中首次代表英格兰出场。
在缺席国家队近两年后，托莫里在2021年10月被重新征召参加对阵安道尔和匈牙利的2022年国际足联世界杯预选赛。10月9日，他在5比0战胜安道尔的比赛中作为下半场替补出场，赢得了他的第二次国家队出场机会，替换了约翰·斯通斯。
2022年6月11日，托莫里在2022–23年欧洲国家联赛对阵意大利的比赛中首次为英格兰首发。
托莫里未被选入2022年国际足联世界杯 并且在此后缺席国家队，直到2023年9月的国际比赛中再次被征召，但在对阵乌克兰和苏格兰的比赛中未被使用。 2023年10月13日，他在英格兰对阵澳大利亚的友谊赛中首次以左后卫身份首发出场，帮助球队在温布利球场以1比0获胜。

## 榮譽
車路士青年隊
- 英格蘭足總青年盃: 2014–15, 2015–16[13]
- 歐洲青年聯賽: 2014–15, 2015–16[13]

車路士
- 英格蘭足總盃亞軍: 2019–20[14]

英格蘭U20
- 國際足協U-20世界盃: 2017[來源請求]

英格蘭U21
- 土倫盃國際足球錦標賽: 2018[15]

個人
- U19歐洲國家盃最佳球隊: 2016[16]
- 打比郡年度最佳球員: 2018–19[17]
- 車路士年度最佳进球: 2019–20 (對戰狼隊)[18]

## 外部連結
- 足球数据库：菲卡约·托莫里的球员统计数据
- 菲卡约·托莫里在加拿大足球協會